# Wasserhaltungsmaschine
Als Wasserhaltungsmaschine oder Wasserhebemaschine bezeichnet man im Bergbau eine Maschine, mit deren Hilfe das im Grubengebäude anfallende Grubenwasser abgeführt werden kann. Mit dieser Maschine wird das Wasser von einem niedrigeren auf ein höheres Niveau gehoben.

## Grundlagen und Geschichte
Wenn der Bergbau in Bereiche vordringt, die unterhalb der Talsohle liegen, kann das anfallende Wasser nicht auf natürliche Weise abfließen, es muss gehoben werden. Dabei wird der Wasserzufluss mit zunehmender Teufe größer. Der Wasserzufluss kann dann, je nach Bergrevier, sehr rasch Mengen von mehreren Kubikmetern Grubenwasser pro Minute betragen. Diese großen Mengen lassen sich mit einfachen Mitteln nicht mehr bewältigen, hier muss das anfallende Grubenwasser mit leistungsstarken Hebemaschinen aus dem Grubengebäude entfernt werden. Zum Antrieb dieser Hebemaschinen sind entsprechend leistungsstarke Antriebsmaschinen erforderlich, die wiederum mit einer passenden Antriebsenergie bewegt werden müssen. Ist die Wasserhaltungsmaschine zu schwach dimensioniert, führt dies bei stärkeren Wasserzuflüssen dazu, dass das Grubengebäude teilweise oder ganz absäuft und die Maschine durch eine stärkere ersetzt werden muss. Die ersten Wasserhaltungsmaschinen beschreibt Georgius Agricola 1556 in seinem Werk „De re metallica libri XII“. Parallel zum Betrieb der ersten einfacheren Wasserhebemaschinen wurden bereits im Laufe des 16. Jahrhunderts die ersten mechanisch angetriebenen Pumpen eingesetzt. Anfang des 19. Jahrhunderts wurde die erste dampfgetriebene Wasserhaltungsmaschine in Betrieb genommen.

## Wasserhebevorrichtung
Die Wasserhebevorrichtung ist der maschinelle Teil der Wasserhaltungsmaschine, mit dem das Grubenwasser unmittelbar, meist auf ein höheres Niveau, bewegt wird. Einfache Wasserhebevorrichtungen sind so konstruiert, dass Gefäße von der Antriebsmaschine so durch das angesammelte Wasser bewegt werden, dass sie sich mit Wasser füllen und dann anschließend von der Maschine nach über Tage gehoben werden, um dort entleert zu werden. Diese so arbeitenden Maschinen waren im Bergbau als Bulgenkünste im Einsatz. Eine Modifikation der Wasserhebevorrichtung, bei der erstmals das zu hebende Wasser durch ein Rohr geführt wurde, war die im 16. Jahrhundert eingesetzte Heinzenkunst. Diese Maschinen sind aber nur wenig leistungsfähig. Somit sind sie nur bei geringeren Wasserzuläufen einsetzbar. Außerdem sind diese Maschinen konstruktionsbedingt nur für mäßige Teufen einsetzbar. Wesentlich leistungsfähiger als Wasserhebevorrichtung sind Pumpen. Die ersten Pumpen, die eingesetzt wurden, waren sogenannte Schachtpumpen. Hierbei unterscheidet man niedere Pumpensätze und hohe Pumpensätze. Die niederen Pumpensätze waren im Bergbau als Pumpenkunst bekannt. Die hohen Pumpensätze wurden bei der Gestängewasserhaltung als Wasserhebevorrichtung eingesetzt. Obwohl sich diese beiden Maschinen in ihrer Funktion ähnelten, hatten sie doch bei der Konstruktion erhebliche Unterschiede. Wesentlicher Unterschied ist die Druckhöhe, die bei einem hohen Pumpensatzes bei 130 Metern liegt und somit rund sieben Mal so hoch wie die eines niederen Satzes. Weitere Unterschiede liegen in der Art der Antriebsmaschine. Anstelle der Schachtpumpen werden als Wasserhebevorrichtung Kolbenpumpen verwendet, bei denen die Antriebsmaschine unter Tage unmittelbar neben der Pumpe aufgestellt wird. Da im Bergbau oftmals auch unreines, schlammiges oder sandhaltiges Wasser auftritt, werden hier verstärkt Kreiselpumpen eingesetzt. Wesentliche Vorteile dieser Pumpen gegenüber den Kolbenpumpen sind ihre Leistungsfähigkeit und ihre Unempfindlichkeit.

## Antriebsmaschine
Je nach Bergrevier kamen unterschiedliche Antriebsmaschinen zum Einsatz. Dies lag in erster Linie daran, welche Antriebsenergie zur Verfügung stand. Eine sehr oft in gebirgigen Gegenden angewendete Antriebsmaschine war das Wasserrad. Bei jedem Wasserrad ist die Leistung vom Durchmesser des Wasserrades und von der Menge des Aufschlagwassers abhängig. Will man bei dieser Antriebsmaschine die Leistung steigern, muss man die Fallhöhe vergrößern. Dies ist bei gegebenen Verhältnissen dann möglich, wenn man ein größeres Wasserrad verwendet. Eine andere Variante ist es mehrere Wasserräder als Kaskade zu verwenden und die Räder im Schacht untereinander so zu platzieren, dass sie alle nacheinander vom selben Aufschlagwasser versorgt werden. Wenn die Nutzung von Wasserrädern als Antriebsmaschine, aufgrund der Geländegegebenheiten, nicht möglich war, nutzte man Göpel oder Windkünste als Antriebsmaschinen. Ein sehr leistungsstarker Antrieb war die Wassersäulenmaschine. Mit dieser Antriebsmaschine wurde die gesamte Druckhöhe bis zur Erdoberfläche genutzt.
Mit der Erfindung der Dampfmaschine konnten nun auch in allen Bergrevieren leistungsfähige Antriebsmaschinen für die Wasserhaltungsmaschinen eingesetzt werden. Die Maschinen wurden auf verschiedenen Bergwerken sowohl für den Antrieb der Wasserhaltungsmaschine als auch als Antriebsmaschine für die Fördermaschine genutzt. Die Dampfmaschinen wurden zunächst nur über Tage aufgestellt, da es beim Betrieb der Maschine zu Problemen mit der Ableitung des Abdampfes kam. Auch war die Regulierung der übertägig stehenden Maschine einfacher zu handhaben. Zudem war durch diese Aufstellung die Antriebsmaschine bei Notfällen durch Wasserdurchbrüche außerhalb des Gefahrenbereiches und somit betriebsbereit. Ab dem Jahr 1845 wurde die Dampfmaschine auch in untertägigen Wasserhaltungen eingesetzt. Zur Absicherung der Wasserhaltung bei Notfällen z. B. bei Ausfall der untertägig aufgestellten Maschinen, wurden die übertägig aufgestellten Maschinen als Reservemaschinen weiter betrieben. Letztendlich werden seit den 1890er Jahren auch Elektromotoren als Antriebsmaschinen für die Wasserhaltungsmaschine verwendet. Diese Motoren ermöglichen es, mit einer Antriebsleistung von 1600 Kilowatt eine Pumpe anzutreiben, mit der bis zu sieben Kubikmeter Grubenwasser pro Minute über eine Höhe von 1100 Meter gepumpt werden kann. Der Elektromotor ist zudem flexibler einsetzbar, beispielsweise als Antriebsmaschine von Tauchkreiselpumpen bei der sogenannten ewigen Wasserhaltung im Ruhrgebiet.

### Antriebsenergie
Als Antriebsenergie standen für den Betrieb der Wasserhaltungsmaschine, je nach Bergrevier, unterschiedliche Energien zur Verfügung. Dort, wo es aufgrund des Geländes machbar war, wurde häufig die Wasserkraft genutzt. Da jede Antriebsmaschine in der Regel separat mit Aufschlagwasser versorgt werden muss, müssen auch entsprechend viele Aufschlaggräben vorhanden sein. Um stets ausreichend Aufschlagwasser für die einzelnen Maschinen zur Verfügung zu haben, muss das Wasser in Teichen gespeichert werden. Ein praktisches Beispiel ist das bis heute erhaltene Oberharzer Wasserregal. Um die Kraft des Aufschlagwassers optimal nutzen zu können, wird es, wenn möglich, nacheinander über mehrere Antriebsmaschinen geleitet. Kann die Antriebsmaschine nicht unmittelbar am Schacht aufgebaut werden, kann die Antriebsenergie der Maschine mittels Kunstgestänge zur Wasserhebevorrichtung geleitet werden. Das Aufschlagwasser wird nach der Nutzung über einen Wasserlösungsstollen abgeleitet. In den Revieren, in denen nicht genügend Wasserkraft zur Verfügung stand, wurde die tierische Muskelkraft mittels Göpel genutzt. Teilweise wurde auch die Kraft des Windes zum Antrieb genutzt. Allerdings waren diese Energien nicht ausreichend genug, um bei großen Wasserzuflüssen maßgeblichen Einfluss auf den Betrieb der Wasserhaltungsmaschinen nehmen zu können. Erst durch Nutzung des von verbesserten Dampfmaschinen erzeugten Dampfes als Antriebsenergie war es in den Steinkohlenrevieren möglich, leistungsfähige Wasserhaltungsmaschinen zu betreiben. Die Kohlen für den Betrieb der Maschinen wurden auf dem eigenen Bergwerk gefördert. Da die Maschine nicht immer in unmittelbarer Nähe zur Wasserhebevorrichtung aufgestellt werden konnte, nutzte man in solchen Fällen auch Gestänge zur Weiterleitung der Antriebsenergie auf die Wasserhebevorrichtung. Die Handhabung des Dampfes ist nicht immer unproblematisch, dies gilt insbesondere bei untertägiger Aufstellung der Maschine. Die elektrische Energie als Antriebsenergie wurde zunächst in Form von Gleichstrom, später aber verstärkt in Form von Drehstrom, genutzt.